# Mademoiselle Pas-Chic
Mademoiselle Pas-Chic è un film muto italiano del 1918 diretto da Gennaro Righelli.